# 19世紀アメリカ合衆国の選挙運動
19世紀アメリカ合衆国の選挙運動（19せいきアメリカがっしゅうこくのせんきょうんどう、英: American election campaigns in the 19th century）は、19世紀のアメリカ合衆国で開発された「アメリカ式選挙運動」を遂行するための数多い新しい方法について概説する。その戦術の大半はアメリカ・オリジナルのものであり、ヨーロッパなどから移植したものではなかった。選挙運動は有権者資格の一般的な拡大によって変化した。大半の州は有権者資格を財産額や納税額で決めていたが、その制限を取り払うか下限を下げ始めた（財産額の資格を最後に撤廃したのは1856年のノースカロライナ州だった）。19世紀初期までに白人男性の自由成人は大多数が投票できるようになった（ロードアイランド州のみが著名な例外であったが1844年反乱の後で憲法の修正が行われ、かなり普遍化された）。さらに南北戦争の後の急進的レコンストラクションの間、またその後に南部の黒人男性に選挙権が与えられることになり、実際には時間を掛けて実行されたが、1877年に南部から連邦軍が撤収すると、黒人の投票は事実上不可能になっていった。
選挙は地方、州および全国レベルで政府を支配した二大政党で特徴づけられ、政党は有権者の大半を忠実な支持者「軍」に登録させた。多くの小さな第三政党もあったが、通常は短命で影響力を持たずに終わった。連邦、州および地方の役人を選出する複雑な選挙制度は、政治権力を求めて選挙運動が度々行われまた必然となることを意味した。政府の役職はほとんど全てが互恵主義に基づき、党のために働く人々に割り付けられた。その職は名誉があり、待遇面でも割に合うものだった。互恵によって職を得る最善の道は、勝利する党のために選挙運動で働くことであり、志願者の数は多かった。選挙はアメリカ人に新規なことの多くをもたらした。1828年から1832年、1854年から1856年、および1896年から1896年の選挙は政党再編選挙と見なされることが多い。

## 軍隊方式
19世紀の政党は自分達を軍隊のようなものと考えた。すなわち規律があり、階層的な闘争組織があり、その任務ははっきりと同定した敵を倒すことだった。もし、自分達が敗れれば、如何に撤退し、再結集し、いつか別の日に再度戦うかを知っていた。もし勝利すれば、勝利の味は甘美なものだった。政治的指導者の大半ではないとしてもその多くは民兵隊士官の経験があり、おそらくは実戦に参加し、軍隊的な命令系統に従って党を作ることが理に適っていた。政治的闘争を行うために、党は指揮系統を展開させる必要があった。州や連邦の首長となるものは通常、世に認められた指導者だった。 選出された指導層は州や郡の委員会に、時としては州の「ボス」に戻ったので、国政を行う議長にはほとんど権力が無かった。郡委員会は代表を州の会議に送り、そこで州の候補者が選出された。郡委員会は地方会議、すなわち自己同定した党派に開かれた大衆集会に基づいていた。1790年代、トーマス・ジェファーソンとアレクサンダー・ハミルトンが首都から外向きに働きかけて、自分を支持する党派を創設した。これは1830年代のホイッグ党も同じだった。一方、主要な第3政党は州レベルで出現するのが通常だった。例えば、反メイソン党、共和党、ノウ・ナッシング党、および人民党がそうだった。

## 党員の募集
1800年までには民主共和党が国中に党員を募集するための良く発達した制度を持っており、州や地方の政党指導者はそれに相当する制度を身近において使用した。ボストンの連邦党員は「ジャコバン（民主共和党のこと）は少なくともそれ自身の規律を完全にしてきた。我々の民兵が決して並ぶことのできないくらい、彼らは訓練され、組織化され、従属関係が形成されている」とこぼしていた。連邦党はその対向者の戦術を模倣し始めたが、常に貴族的であり過ぎたので、草の根運動の価値を尊重できなかった。連邦議会における民主共和党は党員集会で党の大統領候補を選んだが、連邦党は1812年に全国大会というより柔軟な仕組みを考案した。党員集会とは異なり、全国大会には各地区からの代表が集まっており、その代議員は候補者を選ぶという具体的任務のために選ばれていた。1830年代までに全国大会に参加する個人は党との関係を確認しており、大会で選出された候補者を支持するよう求められるという基準が確立された。候補者が選出される前に大会会場から抜け出すことは可能だった。これは1860年に南部民主党が、また1912年にセオドア・ルーズベルトの支持者が行ったことと同様だった。ニューヨーク州の民主党は個人的に硬派と軟派に分かれたが、ホイッグ党も同様に分裂することがあった。通常分裂後の両派は自分達の選んだ候補者が真に正統的な党の候補者だと主張した。
ウィリアム・ジェニングス・ブライアンは1896年に多数の党派にアピールする技法を完成させ、正規の民主党、銀共和党および正規の人民党の候補者として出馬した。各党の有権者はその所属党に対する忠誠心を曲げることなしにブライアンに投票することができた。その後間もなく、ほとんどの州は一人の候補者が異なる組み合わせで出馬することを禁じた。すなわち一人の人、一つの党、一つの綱領が通常の規則になった（ニューヨーク州は例外であり、1830年代以降に第三、第四、第五の政党が頭角を現した）。

## 有権者の動員
基本的な選挙戦略は可能性がある有権者を最大限動員することだった。政治家は新しい支持者を見出すために、その地域社会を体系的に遊説し、当時の州および国家的問題を論じ、どのテーマが最も良い反応を引き出せるかを監視した。かように大きく、複雑で、多元的な国家において、市民は自身の民族と宗教の集団に特に忠実であることを、政治家達は発見した。さらにこれらの集団ははっきりとした道徳観念と政治的ニーズを共有していた。ホイッグ党と共和党は特に敬虔な福音主義会派の中に支持者を獲得することに効果を発揮した。レコンストラクション時代（1866年-1876年）、共和党は南部においてアフリカ系アメリカ人の支持を集め、さらにスキャラワグ（アメリカ連合国から共和党に鞍替えした白人）で補強されて強い地盤を築いた。一方民主党はカトリック教徒など高教会派の集団から支持を集め、また小さな政府を望む者や、アフリカ系アメリカ人に政治や社会の平等を認めないよう要求した白人からも支持を得た。経済の近代化や西方拡張のような問題に関して政党の立場がはっきりしてくるようになると、有権者はどちらかに惹き付けられるようになった。ホイッグ党と共和党は経済の近代化、銀行制度、鉄道、工場および関税を積極的に支持し、農産物には都会における豊かな市場を約束した。ホイッグ党は西方拡張に反対し、共和党も1898年までは同様だった。一方民主党は自作農の農本主義や西方拡張を語り、如何にジェファーソンの価値観で田園生活が潤うかを語った。
両党は選挙後援会を設定した。共和党下部のワイド・アウェイクスでは、若者が特別なユニフォームを着て、色とりどりの旗をもち、松明行進を行った。19世紀後半の中西部では全州で登録有権者の90％以上が投票するという状態になり、イリノイ州、インディアナ州、アイオワ州、ミシガン州およびオハイオ州では95％にもなった。投票率が100％以上になる郡もあったが、これは不正ではなく、党が国勢調査に洩れていた者まで引き出したからだった。大都市の自治体レベルの選挙では実際に不正も起こった。そこでは下っ端政治家が具体的報酬を期待できたからだった。南部でレコンストラクションが進行していることとは関係無しに、地方労働者は大統領からの報酬とは無縁だったために、大統領選挙ではほとんど不正が無かった。熱狂的な支持を得る最善の方法は熱狂だった。各党は党派意識を示し、大きな力があれば勝利は間違いないという主題を促進するために、集会、パレード、旗、ボタン、記章を用いた。敗れた側は驚愕するのが通常であり、悪天候や裏切りなど敗因を超自然的な要因に帰させる傾向があった。

## 内部の対話
政党は有権者と密に接触するために工夫された内部の対話の仕組みを創り上げた。郡毎に活動家のネットワークを作り、特定の地区で支持者となる可能性のある者を訪問した。特に選挙日前の数日間が重要だった。勿論これらの活動家は党大会に出席し、最終的に候補者を選出する者達で構成されていた。対面でのネットワーク作りによって双方向での上質の情報が交わされた。党指導者は即座にどの党員が好まれ、また嫌われているかを見出すことができた。
2つ目の対話手段は党機関紙の全国的なネットワークだった。週刊および日刊の新聞のほとんど全ては、20世紀初期まで党の機関紙だった。都市における高速印刷技術の発明と田園部における無料配達のお陰で、新聞は大幅に発行部数を増やした。1850年の国勢調査では、1,630の党機関紙があり（発効数は有権者1人当たり約1部）、「独立系」新聞は83紙に過ぎなかった。権威筋の論説は言うに及ばず、記事の一行ごとに党の思惑が入り、敵の「愚かさ」を暴露し、あらゆる問題での党の「勝利」をうたっていた。編集者は党の上級指導者であり、魅力有る郵便局長の職で報いられることも多かった。ホレス・グリーリー、ホワイトロー・リード、スカイラー・コルファクス、ウォレン・ハーディング、ジェイムズ・コックスといった一流編集者は、大統領あるいは副大統領候補にも指名された。1900年以後、ウィリアム・ランドルフ・ハーストやジョーゼフ・ピューリツァーなど都市型政治家で出版者であった者達は広告を通じて1,000人の読者あたり多くの金額という利益に繋がることを発見した。彼らは無党派となることで、敵対党や広告を読む急成長する数多い消費者を取り込むための基盤を広げたが、政治に対する関心は徐々に薄れていった。市民は感動を感じなくなり、政党への忠誠心とともにより多くの観衆を集めるようになっていたプロスポーツに関心を持つようになったので、政治に関するニュースが次第に減っていった。

## 党の資金
19世紀を通じて選挙運動は党内部で資金手当てされた。役職を望む者は演説家としての役割を買って出た。裕福な指導層は現金を寄付し、互恵関係で役職を得た者は党のために働くだけでなく、給与の2ないし5％を寄付した。この仕組みの問題は勝利者の呪いだった。接戦の選挙では選挙対策本部長が同じ魅力有る役職に対して何度も何度も約束をしていた。選挙で負ければ何も無かった。勝った場合には不可能な仕事が待っており、それは支持者を疎遠にすることが確実だった。例えばエイブラハム・リンカーンは1848年に大統領に当選したザカリー・テイラーを中西部で支持する指導的存在だった。その見返りに土地管理局のコミッショナー職を望んでいたリンカーンは、オレゴン州での役職を提案された。その報酬は引き合うものではあったが、リンカーンにとってイリノイ州での政歴を終わらせるに等しいものだった。リンカーンはこれを辞退し、ホイッグ党を離れた。19世紀後半に公務員改革が行われた後、新しい選挙資金源が必要となった。1896年にマーク・ハンナはその解決策を見つけた。ハンナは法人の選挙運動の負担に応じて体系的に請求書を送った。

## 十字軍
最も興奮し情熱的な選挙運動は十字軍だった。極度に道徳的な政治家の新しい母体が、敵は権力の座に甘んじており、完全に腐敗し、共和制を完全に破壊する計画があることを突然発見するとする。アメリカ人は共和制は地球上から消してはならないという原則に心から信服するところがあるので、十字軍がその感情的な強さを覚醒させることになる。アメリカ独立戦争自体がこの定型に従い、またジェファーソンの追随者も1800年に同様のことを行った。1828年のアンドリュー・ジャクソンは1824年にホワイトハウス入りを拒否された「裏取引」に対して十字軍を起こすことで第二政党制を始め、1832年には第二合衆国銀行に対して再度行使した。共和党は1856年に奴隷制度に対する十字軍を行使することで第三政党制を始め、ホレス・グリーリーは1872年にグラント政権の腐敗に対して警鐘を鳴らした。最も劇的な十字軍は1896年のウィリアム・ジェニングス・ブライアンだった。ブライアンは金とその操作から上がる利益を、不況、貧困および金権国家を生んだ張本人と決め付けた。十字軍に対処する方法は現状を守ることではなくて、反十字軍を立ち上げることであり、頭のおかしい極論者として十字軍を攻撃することだった。ジェファーソンは無神論者として攻撃され、ジャクソンは殺人者、決闘を行った者として、フレモントは連邦を破壊する者として、ブライアンは無政府主義者として攻撃された。

## 民主主義の実行
アメリカ合衆国は他国と比較して1820年代には民主主義が出来上がっており、男性市民の大多数が有権者であり、1840年には約80％が投票した。政府のあらゆる役職者が選挙で選ばれ、あるいは選挙で選ばれた役職者によって選任された。1848年以降、多くの州はその憲法を修正して、裁判所判事は固定任期で選ばれるものとし、他の役職者同様選挙運動を行わねばならなくなった。他国とは異なり、多くの様々な役職者が選挙で選ばれ、選挙日はずらして行われたので、ほとんど休み無く選挙運動が行われた。政治家達は次第に有権者となる可能性のある塊を見出したので、選挙権に対する伝統的な資産基準を廃止する方向に動いた。共和制の原則に照らせば、全ての者に選挙権があるべきと考えられたので、実際に全ての者が投票するようになった。ある州では移民が市民権を獲得する前でも投票を認めた。その他の州では、政党が移民の帰化手続きを手助けした。19世紀の半ばまでに事実上ほとんど全ての白人成人男性が投票権を持つ可能性のある者、あるいは現実の有権者となったので、投票率は1860年に全国平均で81％に達した。ヨーロッパでは、中産階級、小作農、工場労働者が選挙権を要求する運動をしなければならない状態だったので、アメリカはこれとはっきりした対照をなしていた。19世紀後半、アメリカでは農民と労働者の運動が起きたが、その大半は無党派であり、滅多に候補者を出さなかった運動は1つか2つの選挙期間しか続かなかった。